# Сан-Маттео-ин-Мерулана (титулярная церковь)
Титулярная церковь Сан-Маттео-ин-Мерулана (лат. Titulus Sancti Thomae in Parione) — упразднённая титулярная церковь, которая была учреждена Папой Александром I около 112 года. Она фигурирует в списке римского синода 1 марта 499 года. Папа Григорий I Великий упразднил эту титулярную церковь в 600 году и заменил её уже существующей титулярной церковью Санто-Стефано-аль-Монте-Челио, но замена, похоже, не возымела никакого эффекта. Она была восстановлена Папой Львом X, когда количество кардиналов увеличилось на консистории от 1 июля 1517 года, и был передан августинскому кардиналу Эгидио да Витербо, который прямо просил Папу восстановить её, поскольку Сан-Маттео была древней августинской церковью со времён V века. Папа Пий VI перестал присваивать титул с 1776 года, потому что церковь обветшала. 23 декабря 1801 года Папа Пий VII упразднил титул и передал его Санта-Мария-делла-Виттория. Титулярная церковь принадлежала Сан-Маттео-ин-Мерулана, расположенной между базиликами Латеранской базиликой и базиликой Санта-Мария-Маджоре, на площади на пересечении улиц виа Мерулана и виа Альфьери. Церковь была снесена французским правительством в 1799 году.

## Список кардиналов-священников титулярной церкви Сан-Маттео-ин-Мерулана
- Андреа — (упоминается в 499 году);
  - Титул упразднён в 600 году;
  - Титул восстановлен в 1517 году;
- Кристофоро Нумаи, O.F.M.Obs. — (6 июля 1517 — 10 июля 1517, назначен кардиналом-священником Санта-Мария-ин-Арачели);
- Эгидио да Витербо, O.E.S.A. — (10 июля 1517 — 9 мая 1530, назначен кардиналом-священником Сан-Марчелло);
  - вакансия (1530 — 1537);
- Шарль де Эмар де Денонвиль — (15 января 1537 — 23 августа 1540, до смерти);
  - вакансия (1540 — 1546);
- Бартоломео де ла Куэва-и-Толедо — (5 мая 1546 — 4 декабря 1551, назначен кардиналом-священником Сан-Бартоломео-аль-Изола);
- Джироламо Дандини — (4 декабря 1551 — 25 октября 1555, назначен кардиналом-священником Сан-Марчелло);
- Джанбернардино Скотти, Theat. — (13 января 1556 — 11 декабря 1568, до смерти);
- Жером Сушье, O.Cist. — (24 января 1569 — 10 ноября 1571, до смерти);
  - вакансия (1571 — 1586);
- Дечио Аццолини старший — (15 января 1586 — 9 октября 1587, до смерти);
- Джованни Эванджелиста Паллотта — (15 января 1588 — 16 июня 1603, назначен кардиналом-священником Сан-Лоренцо-ин-Лучина);
- Джованни Дольфин — (24 ноября 1604 — 1 июня 1605, назначен кардиналом-священником Сан-Марко);
- Роберт Беллармин, S.J. — (1 июня 1605 — 31 августа 1621, назначен кардиналом-священником Санта-Прасседе);
- Антонио Сапата-и-Сиснерос — (20 июня 1605 — 5 июня 1606, назначен кардиналом-священником Санта-Кроче-ин-Джерусалемме);
  - вакансия (1606 — 1617);
- Роберто Убальдини — (3 апреля — 3 июля 1617, назначен кардиналом-священником Санта-Пуденциана);
- Франческо Сфорца — (13 ноября 1617 — 5 марта 1618, назначен кардиналом-епископом Альбано);
- Франческо Сакрати — (17 мая 1621 — 6 сентября 1623, до смерти);
  - вакансия (1623 — 1670);
- Франческо Мария Манчини — (14 мая 1670 — 29 июня 1672, до смерти);
- Франческо Нерли младший — (25 сентября 1673 — 17 ноября 1704, назначен кардиналом-священником Сан-Лоренцо-ин-Лучина);
  - вакансия (1704 — 1716);
- Никола Гримальди — (8 июня 1716 — 25 октября 1717, до смерти);
- Джованни Баттиста Альтьери младший — (20 ноября 1724 — 26 января 1739, назначен кардиналом-епископом Палестрины);
- Винченцо Бики — (29 августа 1740 — 20 мая 1743, назначен кардиналом-священником Сан-Сильвестро-ин-Капите);
- Фортунато Тамбурини, O.S.B.Cas. — (23 сентября 1743 — 9 апреля 1753, назначен кардиналом-священником Сан-Каллисто);
- Луиджи Маттеи — (10 декабря 1753 — 5 апреля 1756, назначен кардиналом-священником Санта-Мария-ин-Арачели);
- Альберико Аркинто — (24 мая 1756 — 20 сентября 1756, назначен кардиналом-священником Сан-Лоренцо-ин-Дамазо);
- Андреа Корсини — (11 сентября 1769 — 15 июля 1776, назначен кардиналом-епископом Сабины);
  - вакансия (1776 — 1801).

Титулярная церковь упразднена в 1801 году Папой Пием VII.